# Devínske alúvium Moravy
Devínske alúvium Moravy este o arie protejată (arie specială de conservare — SAC, sit de importanță comunitară — SCI) din Slovacia întinsă pe o suprafață de 155,68 ha, integral pe uscat.

## Localizare
Centrul sitului Devínske alúvium Moravy este situat la coordonatele 48°13′32″N 16°57′34″E / 48.225556°N 16.959444°E.

## Înființare
Situl Devínske alúvium Moravy a fost declarat sit de importanță comunitară în aprilie 2004 pentru a proteja 57 de specii de animale. Situl a fost protejat și ca arie specială de conservare în martie 2004.

## Biodiversitate
Situată în ecoregiunea panonică, aria protejată conține 6 habitate naturale: Pajiști aluvionare inundabile, de Cnidion dubii, Liziere de ierburi înalte hidrofile de câmpie și de nivel montan până la alpin, Fânețe de joasă altitudine (Alopecurus pratensis, Sanguisorba officinalis), Lacuri eutrofice naturale cu vegetație de tip Magnopotamion sau Hydrocharition, Râuri cu maluri nămoloase cu vegetație de Chenopodion rubri p.p. și Bidention p.p., Păduri aluvionare cu Alnus glutinosa și Fraxinus excelsior (Alno-Padion, Alnion incanae, Salicion albae).
La baza desemnării sitului se află mai multe specii protejate:
- păsări (42): lăcar mare (Acrocephalus arundinaceus), lăcar-de-rogoz (Acrocephalus schoenobaenus), rață sulițar (Anas acuta), rață pitică (Anas crecca), rață fluierătoare (Anas penelope), gâscă cenușie (Anser anser), gâscă de semănătură (Anser fabalis), fâsă de pădure (Anthus spinoletta), stârc roșu (Ardea purpurea), rață-cu-cap-castaniu (Aythya ferina), rața moțată (Aythya fuligula), Bucephala clangula, erete cenușiu (Circus pygargus), cioară de semănătură (Corvus frugilegus), lebădă de vară (Cygnus olor), egretă albă (Egretta alba), egretă mică (Egretta garzetta), presură sură (Emberiza calandra), presură de stuf (Emberiza schoeniclus), lișiță (Fulica atra), becațină comună (Gallinago gallinago), scoicar (Haematopus ostralegus), pescăruș argintiu (Larus cachinnans), pescăruș sur (Larus canus), pescăruș râzător (Larus ridibundus), grelușel-de-zăvoi (Locustella luscinioides), ferestraș mic (Mergus albellus), ferestrașul mare (Mergus merganser), codobatura galbenă (Motacilla flava), stârc de noapte (Nycticorax nycticorax), pietrar sur (Oenanthe oenanthe), dropie (Otis tarda), vultur pescar (Pandion haliaetus), bătăuș (Philomachus pugnax), corcodel mare (Podiceps cristatus), corcodel-cu-gât-roșu (Podiceps grisegena), lăstun de mal (Riparia riparia), mărăcinar negru (Saxicola torquatus), guguștiuc (Streptopelia decaocto), corcodel mic (Tachybaptus ruficollis), fluierar cu picioare verzi (Tringa nebularia), fluierarul de zăvoi (Tringa ochropus)
- amfibieni (2): buhai de baltă cu burta roșie (Bombina bombina), triton cu creastă dobrogean (Triturus dobrogicus)
- mamifere (4): liliac cârn (Barbastella barbastellus), castor (Castor fiber), vidră de râu (Lutra lutra), liliac comun (Myotis myotis)
- nevertebrate (5): Anisus vorticulus, Cucujus cinnaberinus, fluturele purpuriu (Lycaena dispar), Ophiogomphus cecilia, Unio crassus
- pești (4): zvârluga (Cobitis taenia), Gymnocephalus baloni, boarță (Rhodeus sericeus amarus), Romanogobio albipinnatus

Pe lângă speciile protejate, pe teritoriul sitului au mai fost identificate 22 de specii de plante, 2 specii de amfibieni, 3 specii de mamifere, 3 specii de nevertebrate, 4 specii de pești.